# Campeonato Italiano de Futebol - Série A (2015–16)
O Campeonato Italiano de Futebol de 2015–16 (ou Serie A TIM) foi a 84ª edição da competição máxima do futebol italiano. Iniciou-se em 11 de setembro de 2015 e encerrou-se em 22 de maio de 2016.A Juventus sagrou-se campeã com 3 rodadas de antecedência.

## Regulamento
A Serie A será disputada por 20 clubes em dois turnos. Em cada turno, todos os times jogaram entre si uma única vez. Os jogos do segundo turno serão realizados na mesma ordem do primeiro, apenas com o mando de campo invertido. Não há campeões por turnos, sendo declarado campeão da Itália o time que obtiver o maior número de pontos após as 34 rodadas.

### Critérios de desempate
Caso haja empate de pontos entre dois clubes, os critérios de desempates serão aplicados na seguinte ordem:
1. Confronto direto
2. Saldo de Gols
3. Gols Feitos

## Promovidos e Rebaixados
| Pos. | Rebaixados da Serie A |
| ---- | --------------------- |
| 18º  | Cagliari              |
| 19º  | Cesena                |
| 20º  | Parma                 |

| Pos. | Promovidos da Serie B |
| ---- | --------------------- |
| 1º   | Carpi                 |
| 2º   | Frosinone             |
| 4º   | Bologna (Play-offs)   |

## Participantes

### Número de equipes por região
| Posição | Região             | Nº de equipes | Equipes                          |
| ------- | ------------------ | ------------- | -------------------------------- |
| 1       | Emília-Romanha     | 3             | Bologna, Carpi e Sassuolo        |
| 1       | Lácio              | 3             | Frosinone, Lazio e Roma          |
| 1       | Lombardia          | 3             | Atalanta, Internazionale e Milan |
| 4       | Ligúria            | 2             | Genoa e Sampdoria                |
| 4       | Piemonte           | 2             | Juventus e Torino                |
| 4       | Toscana            | 2             | Empoli e Fiorentina              |
| 4       | Vêneto             | 2             | Chievo e Hellas Verona           |
| 8       | Campânia           | 1             | Napoli                           |
| 8       | Friul-Veneza Júlia | 1             | Udinese                          |
| 8       | Sicília            | 1             | Palermo                          |

### Informação dos clubes
| Equipe         | Cidade        | Treinador            | Em 2014/2015          | Estádio (mando)         | Capacidade | Material Esportivo |
| -------------- | ------------- | -------------------- | --------------------- | ----------------------- | ---------- | ------------------ |
| Atalanta       | Bérgamo       | Edoardo Reja         | 14                    | Atleti Azzurri d'Italia | 26.542     | Nike               |
| Carpi          | Carpi         | Fabrizio Castori     | 1º (2ª divisão)       | Alberto Braglia         | 21.151     | Givova             |
| Frosinone      | Frosinone     | Roberto Stellone     | 2º (2ª divisão)       | Comunale Matusa         | 9.680      | Legea              |
| Empoli         | Empoli        | Marco Giampaoli      | 15º                   | Carlo Castellani        | 16.800     | Joma               |
| Chievo         | Verona        | Rolando Maran        | 17º                   | Marcantonio Bentegodi   | 38.402     | Givova             |
| Fiorentina     | Florença      | Paulo Sousa          | 4º                    | Artemio Franchi         | 47.282     | Le Coq Sportif     |
| Genoa          | Génova        | Gian Piero Gasperini | 6º                    | Luigi Ferraris          | 36.685     | Lotto              |
| Internazionale | Milão         | Roberto Mancini      | 8º                    | Giuseppe Meazza         | 80.074     | Nike               |
| Juventus       | Turim         | Massimiliano Allegri | 1º                    | Juventus Stadium        | 41.254     | Adidas             |
| Lazio          | Roma          | Simone Inzaghi       | 3º                    | Olímpico de Roma        | 72.698     | Macron             |
| Palermo        | Palermo       | Walter Novellino     | 11º                   | Renzo Barbera           | 36.871     | Joma               |
| Milan          | Milão         | Cristian Brocchi     | 10º                   | San Siro                | 80.074     | Adidas             |
| Napoli         | Nápoles       | Maurizio Sarri       | 5º                    | San Paolo               | 60.240     | Kappa              |
| Bologna        | Bologna       | Roberto Donadoni     | Playoffs (2ª divisão) | Renato Dall'Ara         | 38.279     | Macron             |
| Roma           | Roma          | Luciano Spalletti    | 2º                    | Olímpico de Roma        | 72.698     | Nike               |
| Sampdoria      | Génova        | Vincenzo Montella    | 7º                    | Luigi Ferraris          | 36.685     | Joma               |
| Sassuolo       | Reggio Emilia | Eusebio Di Francesco | 12º                   | Mapei Stadium           | 20.084     | Kappa              |
| Torino         | Turim         | Giampiero Ventura    | 9º                    | Olímpico de Turim       | 27.994     | Kappa              |
| Udinese        | Udine         | Luigi De Canio       | 16º                   | Friuli                  | 30.642     | HS Football        |
| Hellas Verona  | Verona        | Luigi Delneri        | 13º                   | Marcantonio Bentegodi   | 38.402     | Nike               |

### Mudança de técnicos
| Clube         | Antecessor         | Motivo                     | Data            | Última partida              | Rod | Pos | Sucessor                 | Ref.          |
| ------------- | ------------------ | -------------------------- | --------------- | --------------------------- | --- | --- | ------------------------ | ------------- |
| Carpi         | Fabrizio Castori   | Resignado                  | 28 de setembro  | Roma 5-1 Carpi              | 6ª  | 20º | Giuseppe Sannino         | [ 3 ] [ 4 ]   |
| Bologna       | Delio Rossi        | Demitido                   | 28 de outubro   | Bologna 0-1 Internazionale  | 10ª | 18º | Roberto Donadoni         | [ 5 ] [ 6 ]   |
| Carpi         | Giuseppe Sannino   | Demitido                   | 3 de novembro   | Carpi 0-0 Hellas Verona     | 11ª | 20º | Fabrizio Castori         | [ 7 ]         |
| Palermo       | Giuseppe Iachini   | Demitido                   | 10 de novembro  | Palermo 1-0 Chievo Verona   | 12ª | 12º | Davide Ballardini        | [ 8 ]         |
| Sampdoria     | Walter Zenga       | Demitido                   | 2 de novembro   | Sampdoria 0–2 Fiorentina    | 12ª | 10º | Vincenzo Montella        | [ 9 ] [ 10 ]  |
| Hellas Verona | Andrea Mandorlini  | Demitido                   | 30 de novembro  | Hellas Verona 0–2 Frosinone | 14ª | 20º | Luigi Delneri            | [ 11 ] [ 12 ] |
| Palermo       | Davide Ballardini  | Demitido                   | 11 de janeiro   | Hellas Verona 0–1 Palermo   | 19ª | 16º | Fabio Viviani (interino) | [ 13 ]        |
| Roma          | Rudi Garcia        | Demitido                   | 13 de janeiro   | Roma 0–2 Empoli             | 19ª | 5º  | Luciano Spalletti        | [ 14 ]        |
| Palermo       | Fabio Viviani      | Fim do período de interino | 18 de janeiro   | Genoa 4–0 Palermo           | 20ª | 17º | Giovanni Tedesco         | [ 15 ]        |
| Palermo       | Giovanni Tedesco   | Fim do período de interino | 10 de fevereiro | Sassuolo 2–2 Palermo        | 23ª | 14º | Giovanni Bosi            | [ 16 ] [ 17 ] |
| Palermo       | Giovanni Bosi      | Demitido                   | 15 de fevereiro | Palermo 1–3 Torino          | 24ª | 15º | Giuseppe Iachini         | [ 18 ]        |
| Palermo       | Giuseppe Iachini   | Demitido                   | 8 de março      | Internazionale 3–1 Palermo  | 28ª | 17º | Walter Novellino         | [ 19 ] [ 20 ] |
| Udinese       | Stefano Colantuono | Demitido                   | 14 de março     | Udinese 1–2 Roma            | 29ª | 16º | Luigi De Canio           | [ 21 ] [ 22 ] |
| Lazio         | Stefano Pioli      | Demitido                   | 3 de abril      | Lazio 1–4 Roma              | 31ª | 8º  | Simone Inzaghi           | [ 23 ]        |
| Milan         | Siniša Mihajlović  | Demitido                   | 12 de abril     | Milan 1–2 Juventus          | 32ª | 6º  | Cristian Brocchi         | [ 24 ]        |

## Classificação
Atualizado em 15 de maio de 2016
| Pos. | Equipes        | Pts | J  | V  | E  | D  | GP | GC | SG  | %    | Classificação ou rebaixamento                          |
| ---- | -------------- | --- | -- | -- | -- | -- | -- | -- | --- | ---- | ------------------------------------------------------ |
| 1    | Juventus       | 91  | 38 | 29 | 4  | 5  | 75 | 20 | 55  | 79.8 | Fase de Grupos da Liga dos Campeões da UEFA de 2016–17 |
| 2    | Napoli         | 82  | 38 | 25 | 7  | 6  | 80 | 32 | 48  | 71.9 | Fase de Grupos da Liga dos Campeões da UEFA de 2016–17 |
| 3    | Roma           | 80  | 38 | 23 | 11 | 4  | 83 | 41 | 42  | 70.2 | Play-offs da Liga dos Campeões da UEFA de 2016–17      |
| 4    | Internazionale | 67  | 38 | 20 | 7  | 11 | 50 | 38 | 12  | 58.8 | Fase de Grupos da Liga Europa da UEFA de 2016–17       |
| 5    | Fiorentina     | 64  | 38 | 18 | 10 | 10 | 60 | 42 | 18  | 56.1 | Fase de Grupos da Liga Europa da UEFA de 2016–17       |
| 6    | Sassuolo       | 61  | 38 | 16 | 13 | 9  | 49 | 40 | 9   | 53.5 | 3ª Pré-Eliminatória da Liga Europa da UEFA de 2016–17  |
| 7    | Milan          | 57  | 38 | 15 | 12 | 11 | 49 | 43 | 6   | 50.0 |                                                        |
| 8    | Lazio          | 54  | 38 | 15 | 9  | 14 | 52 | 52 | 0   | 47.4 |                                                        |
| 9    | Chievo         | 50  | 38 | 13 | 11 | 14 | 43 | 45 | –2  | 43.9 |                                                        |
| 10   | Empoli         | 46  | 38 | 12 | 10 | 16 | 40 | 49 | –9  | 40.4 |                                                        |
| 11   | Genoa          | 46  | 38 | 13 | 7  | 18 | 45 | 48 | –3  | 40.4 |                                                        |
| 12   | Torino         | 45  | 38 | 12 | 9  | 17 | 52 | 55 | –3  | 39.5 |                                                        |
| 13   | Atalanta       | 45  | 38 | 11 | 12 | 15 | 41 | 47 | –6  | 39.5 |                                                        |
| 14   | Bologna        | 42  | 38 | 11 | 9  | 18 | 33 | 45 | –12 | 36.8 |                                                        |
| 15   | Sampdoria      | 40  | 38 | 10 | 10 | 18 | 48 | 61 | –13 | 35.1 |                                                        |
| 16   | Palermo        | 39  | 38 | 10 | 9  | 19 | 38 | 65 | –27 | 34.2 |                                                        |
| 17   | Udinese        | 39  | 38 | 10 | 9  | 19 | 35 | 60 | –25 | 34.2 |                                                        |
| 18   | Carpi          | 38  | 38 | 9  | 11 | 18 | 37 | 57 | –20 | 33.3 | Zona de rebaixamento à Serie B de 2016–17              |
| 19   | Frosinone      | 31  | 38 | 8  | 7  | 23 | 35 | 76 | –41 | 27.2 | Zona de rebaixamento à Serie B de 2016–17              |
| 20   | Hellas Verona  | 28  | 38 | 5  | 13 | 20 | 34 | 63 | –29 | 24.6 | Zona de rebaixamento à Serie B de 2016–17              |

### Posições por rodada
Atualizado em 15 de maio de 2016
| Rodada Equipe  | 1  | 2  | 3  | 4  | 5  | 6  | 7  | 8  | 9  | 10 | 11 | 12 | 13 | 14 | 15 | 16 | 17 | 18 | 19 | 20 | 21 | 22 | 23 | 24 | 25 | 26 | 27 | 28 | 29 | 30 | 31 | 32 | 33 | 34 | 35 | 36 | 37 | 38 |
| Rodada Equipe  |    |    |    |    |    |    |    |    |    |    |    |    |    |    |    |    |    |    |    |    |    |    |    |    |    |    |    |    |    |    |    |    |    |    |    |    |    |    |
| -------------- | -- | -- | -- | -- | -- | -- | -- | -- | -- | -- | -- | -- | -- | -- | -- | -- | -- | -- | -- | -- | -- | -- | -- | -- | -- | -- | -- | -- | -- | -- | -- | -- | -- | -- | -- | -- | -- | -- |
| Juventus       | 17 | 17 | 16 | 13 | 13 | 15 | 12 | 14 | 12 | 12 | 10 | 7  | 6  | 5  | 5  | 4  | 4  | 4  | 2  | 2  | 2  | 2  | 2  | 2  | 1  | 1  | 1  | 1  | 1  | 1  | 1  | 1  | 1  | 1  | 1  | 1  | 1  | 1  |
| Napoli         | 14 | 14 | 14 | 11 | 12 | 10 | 6  | 4  | 2  | 2  | 4  | 4  | 2  | 1  | 3  | 3  | 3  | 3  | 1  | 1  | 1  | 1  | 1  | 1  | 2  | 2  | 2  | 2  | 2  | 2  | 2  | 2  | 2  | 2  | 2  | 2  | 2  | 2  |
| Roma           | 10 | 7  | 5  | 4  | 9  | 6  | 4  | 2  | 1  | 1  | 3  | 3  | 4  | 4  | 4  | 5  | 5  | 5  | 5  | 5  | 5  | 5  | 5  | 5  | 4  | 4  | 3  | 3  | 3  | 3  | 3  | 3  | 3  | 3  | 3  | 3  | 3  | 3  |
| Internazionale | 7  | 3  | 1  | 1  | 1  | 2  | 2  | 3  | 4  | 4  | 2  | 2  | 1  | 2  | 1  | 1  | 1  | 1  | 3  | 3  | 4  | 4  | 4  | 4  | 5  | 5  | 5  | 5  | 5  | 5  | 5  | 4  | 4  | 4  | 4  | 4  | 4  | 4  |
| Fiorentina     | 3  | 10 | 8  | 3  | 2  | 1  | 1  | 1  | 3  | 3  | 1  | 1  | 3  | 3  | 2  | 2  | 2  | 2  | 4  | 4  | 3  | 3  | 3  | 3  | 3  | 3  | 4  | 4  | 4  | 4  | 4  | 5  | 5  | 5  | 5  | 5  | 5  | 5  |
| Sassuolo       | 5  | 4  | 6  | 5  | 3  | 4  | 8  | 5  | 6  | 5  | 5  | 5  | 5  | 6  | 6  | 6  | 7  | 6  | 6  | 7  | 7  | 7  | 7  | 7  | 8  | 7  | 7  | 7  | 7  | 7  | 7  | 7  | 7  | 7  | 7  | 6  | 6  | 6  |
| Milan          | 19 | 12 | 12 | 9  | 7  | 11 | 11 | 13 | 10 | 8  | 6  | 6  | 7  | 7  | 8  | 7  | 6  | 7  | 8  | 6  | 6  | 6  | 6  | 6  | 6  | 6  | 6  | 6  | 6  | 6  | 6  | 6  | 6  | 6  | 6  | 7  | 7  | 7  |
| Lazio          | 4  | 13 | 9  | 10 | 8  | 5  | 3  | 6  | 5  | 6  | 7  | 9  | 8  | 10 | 12 | 12 | 10 | 10 | 9  | 9  | 9  | 9  | 9  | 9  | 7  | 8  | 8  | 8  | 8  | 8  | 8  | 8  | 8  | 9  | 9  | 8  | 8  | 8  |
| Chievo Verona  | 2  | 1  | 2  | 6  | 4  | 7  | 7  | 9  | 11 | 11 | 13 | 14 | 11 | 13 | 11 | 11 | 11 | 12 | 10 | 10 | 10 | 12 | 12 | 10 | 11 | 12 | 10 | 10 | 10 | 9  | 9  | 9  | 9  | 8  | 8  | 9  | 9  | 9  |
| Empoli         | 18 | 18 | 17 | 14 | 14 | 17 | 16 | 17 | 15 | 13 | 12 | 13 | 16 | 12 | 10 | 9  | 8  | 8  | 7  | 8  | 8  | 8  | 8  | 8  | 9  | 10 | 11 | 11 | 11 | 11 | 13 | 11 | 12 | 12 | 11 | 12 | 12 | 10 |
| Genoa          | 16 | 9  | 11 | 16 | 17 | 14 | 15 | 12 | 16 | 15 | 14 | 15 | 13 | 15 | 16 | 17 | 17 | 17 | 17 | 16 | 16 | 16 | 17 | 16 | 16 | 14 | 15 | 14 | 12 | 12 | 10 | 10 | 11 | 10 | 10 | 11 | 10 | 11 |
| Torino         | 6  | 2  | 4  | 2  | 6  | 3  | 5  | 7  | 8  | 10 | 11 | 11 | 9  | 8  | 9  | 10 | 12 | 14 | 14 | 11 | 11 | 11 | 11 | 12 | 12 | 11 | 12 | 12 | 13 | 14 | 14 | 12 | 10 | 11 | 12 | 10 | 11 | 12 |
| Atalanta       | 15 | 8  | 10 | 12 | 10 | 8  | 10 | 8  | 9  | 7  | 8  | 8  | 10 | 9  | 7  | 8  | 9  | 9  | 11 | 12 | 13 | 13 | 13 | 13 | 13 | 13 | 13 | 15 | 15 | 13 | 12 | 14 | 13 | 13 | 13 | 13 | 13 | 13 |
| Bologna        | 12 | 16 | 19 | 17 | 18 | 19 | 20 | 20 | 18 | 18 | 18 | 16 | 17 | 18 | 15 | 13 | 15 | 15 | 15 | 15 | 12 | 10 | 10 | 11 | 10 | 9  | 9  | 9  | 9  | 10 | 11 | 13 | 14 | 16 | 15 | 14 | 14 | 14 |
| Sampdoria      | 1  | 6  | 3  | 7  | 5  | 9  | 9  | 10 | 7  | 9  | 9  | 10 | 12 | 14 | 14 | 16 | 14 | 13 | 13 | 14 | 17 | 17 | 16 | 17 | 17 | 17 | 16 | 13 | 14 | 15 | 16 | 15 | 15 | 15 | 14 | 15 | 15 | 15 |
| Palermo        | 8  | 5  | 7  | 8  | 11 | 12 | 13 | 11 | 13 | 14 | 16 | 12 | 14 | 16 | 17 | 14 | 16 | 16 | 16 | 17 | 14 | 14 | 15 | 15 | 15 | 16 | 17 | 17 | 17 | 18 | 18 | 18 | 19 | 19 | 18 | 18 | 17 | 16 |
| Udinese        | 9  | 11 | 13 | 18 | 16 | 13 | 14 | 15 | 14 | 16 | 15 | 17 | 15 | 11 | 13 | 15 | 13 | 11 | 12 | 13 | 15 | 15 | 14 | 14 | 14 | 15 | 14 | 16 | 16 | 16 | 15 | 16 | 16 | 14 | 16 | 16 | 16 | 17 |
| Carpi          | 20 | 20 | 18 | 19 | 19 | 20 | 17 | 19 | 20 | 20 | 20 | 20 | 20 | 19 | 19 | 19 | 19 | 19 | 19 | 18 | 18 | 18 | 18 | 18 | 19 | 19 | 19 | 19 | 19 | 17 | 17 | 17 | 17 | 17 | 17 | 17 | 18 | 18 |
| Frosinone      | 13 | 19 | 20 | 20 | 20 | 16 | 19 | 16 | 17 | 17 | 17 | 18 | 18 | 17 | 18 | 18 | 18 | 18 | 18 | 19 | 19 | 19 | 19 | 19 | 18 | 18 | 18 | 18 | 18 | 19 | 19 | 19 | 18 | 18 | 19 | 19 | 19 | 19 |
| Hellas Verona  | 11 | 15 | 15 | 15 | 15 | 18 | 18 | 18 | 19 | 19 | 19 | 19 | 19 | 20 | 20 | 20 | 20 | 20 | 20 | 20 | 20 | 20 | 20 | 20 | 20 | 20 | 20 | 20 | 20 | 20 | 20 | 20 | 20 | 20 | 20 | 20 | 20 | 20 |

## Confrontos
Atualizado em 15 de maio de 2016
| Mandante\ Visitante[1] | ATA | BOL | CAR | CHV | EMP | FIO | FRO | GEN | HEL | INT | JUV | LAZ | MIL | NAP | PAL | ROM | SAM | SAS | TOR | UDI |
| Atalanta               |     | 2–0 | 3–0 | 1–0 | 0–0 | 2–3 | 2–0 | 0–2 | 1–1 | 1–1 | 0–2 | 2–1 | 2–1 | 1–3 | 3–0 | 3–3 | 2–1 | 1–1 | 0–1 | 1–1 |
| Bologna                | 3–0 |     | 0–0 | 0–1 | 2–3 | 1–1 | 1–0 | 2–0 | 0–1 | 0–1 | 0–0 | 2–2 | 0–1 | 3–2 | 0–1 | 2–2 | 3–2 | 0–1 | 0–1 | 1–2 |
| Carpi                  | 1–1 | 1–2 |     | 1–2 | 1–0 | 0–1 | 2–1 | 4–1 | 0–0 | 1–2 | 2–3 | 1–3 | 0–0 | 0–0 | 1–1 | 1–3 | 2–1 | 1–3 | 2–1 | 2–1 |
| Chievo                 | 1–0 | 0–0 | 1–0 |     | 1–1 | 0–0 | 5–1 | 1–0 | 1–1 | 0–1 | 0–4 | 4–0 | 0–0 | 0–1 | 3–1 | 3–3 | 1–1 | 1–1 | 1–0 | 2–3 |
| Empoli                 | 0–1 | 0–0 | 3–0 | 1–3 |     | 2–0 | 1–2 | 2–0 | 1–0 | 0–1 | 1–3 | 1–0 | 2–2 | 2–2 | 0–0 | 1–3 | 1–1 | 1–0 | 2–1 | 1–1 |
| Fiorentina             | 3–0 | 2–0 | 2–1 | 2–0 | 2–2 |     | 4–1 | 1–0 | 1–1 | 2–1 | 1–2 | 1–3 | 2–0 | 1–1 | 0–0 | 1–2 | 1–1 | 3–1 | 2–0 | 3–0 |
| Frosinone              | 0–0 | 1–0 | 2–1 | 0–2 | 2–0 | 0–0 |     | 2–2 | 3–2 | 0–1 | 0–2 | 0–0 | 2–4 | 1–5 | 0–2 | 0–2 | 2–0 | 0–1 | 1–2 | 2–0 |
| Genoa                  | 1–2 | 0–1 | 1–2 | 3–2 | 1–0 | 0–0 | 4–0 |     | 2–0 | 1–0 | 0–2 | 0–0 | 1–0 | 0–0 | 4–0 | 2–3 | 2–3 | 2–1 | 3–2 | 2–1 |
| Hellas Verona          | 2–1 | 0–2 | 1–2 | 3–1 | 0–1 | 0–2 | 1–2 | 1–1 |     | 3–3 | 2–1 | 1–2 | 2–1 | 0–2 | 0–1 | 1–1 | 0–3 | 1–1 | 2–2 | 1–1 |
| Internazionale         | 1–0 | 2–1 | 1–1 | 1–0 | 2–1 | 1–4 | 4–0 | 1–0 | 1–0 |     | 0–0 | 1–2 | 1–0 | 2–0 | 3–1 | 1–0 | 3–1 | 0–1 | 1–2 | 3–1 |
| Juventus               | 2–0 | 3–1 | 2–0 | 1–1 | 1–0 | 3–1 | 1–1 | 1–0 | 3–0 | 2–0 |     | 3–0 | 1–0 | 1–0 | 4–0 | 1–0 | 5–0 | 1–0 | 2–1 | 0–1 |
| Lazio                  | 2–0 | 2–1 | 0–0 | 4–1 | 0–0 | 2–4 | 2–0 | 2–0 | 5–2 | 2–0 | 0–2 |     | 1–3 | 0–2 | 1–1 | 1–4 | 1–1 | 0–2 | 3–0 | 2–0 |
| Milan                  | 0–0 | 0–1 | 0–0 | 1–0 | 2–1 | 2–0 | 3–3 | 2–1 | 1–1 | 3–0 | 1–2 | 1–1 |     | 0–4 | 3–2 | 1–3 | 4–1 | 2–1 | 1–0 | 1–1 |
| Napoli                 | 2–1 | 6–0 | 1–0 | 3–1 | 5–1 | 2–1 | 4–0 | 3–1 | 3–0 | 2–1 | 2–1 | 5–0 | 1–1 |     | 2–0 | 0–0 | 2–2 | 3–1 | 2–1 | 1–0 |
| Palermo                | 2–2 | 0–0 | 2–2 | 1–0 | 0–1 | 1–3 | 4–1 | 1–0 | 3–2 | 1–1 | 0–3 | 0–3 | 0–2 | 0–1 |     | 2–4 | 2–0 | 0–1 | 1–3 | 4–1 |
| Roma                   | 0–2 | 1–1 | 5–1 | 3–0 | 3–1 | 4–1 | 3–1 | 2–0 | 1–1 | 1–1 | 2–1 | 2–0 | 1–1 | 1–0 | 5–0 |     | 2–1 | 2–2 | 3–2 | 3–1 |
| Sampdoria              | 0–0 | 2–0 | 5–2 | 0–1 | 1–1 | 0–2 | 2–0 | 0–3 | 4–1 | 1–1 | 1–2 | 2–1 | 0–1 | 2–4 | 2–0 | 2–1 |     | 1–3 | 2–2 | 2–0 |
| Sassuolo               | 2–2 | 0–2 | 1–0 | 1–1 | 3–2 | 1–1 | 2–2 | 0–1 | 1–0 | 3–1 | 1–0 | 2–1 | 2–0 | 2–1 | 2–2 | 0–2 | 0–0 |     | 1–1 | 1–1 |
| Torino                 | 2–1 | 2–0 | 0–0 | 1–2 | 0–1 | 3–1 | 4–2 | 3–3 | 0–0 | 0–1 | 1–4 | 1–1 | 1–1 | 1–2 | 2–1 | 1–1 | 2–0 | 1–3 |     | 0–1 |
| Udinese                | 2–1 | 0–1 | 1–2 | 0–0 | 1–2 | 2–1 | 1–0 | 1–1 | 2–0 | 0–4 | 0–4 | 0–0 | 2–3 | 3–1 | 0–1 | 1–2 | 1–0 | 0–0 | 1–5 |     |

| Vitória da equipe da casa; Vitória do visitante; Empate. |

## Premiação
| Serie A de 2015–16            |
| ----------------------------- |
| JUVENTUS Campeão (32º título) |

## Estatísticas
| Pos. | Jogador            | Equipe         | Gols |
| ---- | ------------------ | -------------- | ---- |
| 1    | Gonzalo Higuaín    | Napoli         | 36   |
| 2    | Paulo Dybala       | Juventus       | 19   |
| 3    | Carlos Bacca       | Milan          | 18   |
| 4    | Mauro Icardi       | Internazionale | 16   |
| 5    | Mohamed Salah      | Roma           | 14   |
| 5    | Leonardo Pavoletti | Genoa          | 14   |
| 7    | Josip Iličić       | Fiorentina     | 13   |
| 7    | Éder Martins       | Internazionale | 13   |
| 7    | Massimo Maccarone  | Empoli         | 13   |
| 10   | Lorenzo Insigne    | Napoli         | 12   |
| 10   | Andrea Belotti     | Torino         | 12   |
| 10   | Nikola Kalinić     | Fiorentina     | 12   |

| Pos. | Jogador             | Equipe   | Assis. |
| ---- | ------------------- | -------- | ------ |
| 1    | Paul Pogba          | Juventus | 12     |
| 1    | Miralem Pjanić      | Roma     | 12     |
| 3    | Marek Hamšík        | Napoli   | 11     |
| 3    | Riccardo Saponara   | Empoli   | 11     |
| 5    | Lorenzo Insigne     | Napoli   | 10     |
| 6    | Diego Perotti       | Roma     | 9      |
| 6    | Paulo Dybala        | Juventus | 9      |
| 8    | Giacomo Bonaventura | Milan    | 8      |
| 9    | Miroslav Klose      | Lazio    | 7      |
| 9    | Franco Vázquez      | Palermo  | 7      |
| 9    | Valter Birsa        | Chievo   | 7      |
| 9    | José María Callejón | Napoli   | 7      |
| 9    | Álvaro Morata       | Juventus | 7      |
| 9    | Riccardo Meggiorini | Chievo   | 7      |
| 9    | Papu Gómez          | Atalanta | 7      |

### Clean sheets
| Pos. | Jogador              | Equipe         | Clean sheets |
| ---- | -------------------- | -------------- | ------------ |
| 1    | Gianluigi Buffon     | Juventus       | 21           |
| 2    | Pepe Reina           | Napoli         | 15           |
| 2    | Samir Handanovič     | Internazionale | 15           |
| 4    | Ciprian Tătărușanu   | Fiorentina     | 14           |
| 5    | Antonio Mirante      | Bologna        | 12           |
| 6    | Gianluigi Donnarumma | Milan          | 11           |
| 6    | Marco Sportiello     | Atalanta       | 11           |
| 6    | Albano Bizzarri      | Chievo         | 11           |
| 9    | Andrea Consigli      | Sassuolo       | 10           |
| 9    | Federico Marchetti   | Lazio          | 10           |

### Hat-tricks
| Jogador         | Para       | Contra         | Resultado | Data                   | Ref.   |
| --------------- | ---------- | -------------- | --------- | ---------------------- | ------ |
| Nikola Kalinić  | Fiorentina | Internazionale | 4–1       | 27 de setembro de 2015 | [ 29 ] |
| Suso            | Genoa      | Frosinone      | 4–0       | 3 de abril de 2016     | [ 30 ] |
| Dries Mertens   | Napoli     | Bologna        | 6–0       | 19 de abril de 2016    | [ 31 ] |
| Gonzalo Higuaín | Napoli     | Frosinone      | 4–0       | 14 de maio de 2016     | [ 32 ] |

### Maiores públicos
Estes são os dez maiores públicos do Campeonato:
| Nº | Público | Mandante       | Placar | Visitante      | Estádio         | Data                   | Rodada | Ref. |
| -- | ------- | -------------- | ------ | -------------- | --------------- | ---------------------- | ------ | ---- |
| 1  | 79 154  | Internazionale | 1–0    | Milan          | Giuseppe Meazza | 13 de setembro de 2015 | 3ª     |      |
| 2  | 79 154  | Internazionale | 0–0    | Juventus       | Giuseppe Meazza | 18 de outubro de 2015  | 8ª     |      |
| 3  | 77 043  | Milan          | 3–0    | Internazionale | Giuseppe Meazza | 31 de janeiro de 2016  | 22ª    |      |
| 4  | 75 393  | Milan          | 1–2    | Juventus       | Giuseppe Meazza | 9 de abril de 2016     | 32ª    |      |
| 5  | 60 133  | Roma           | 2–2    | Sassuolo       | Olímpico        | 20 de setembro de 2015 | 4ª     |      |
| 6  | 59 658  | Roma           | 3–1    | Empoli         | Olímpico        | 17 de outubro de 2015  | 8ª     |      |
| 7  | 59 310  | Internazionale | 2–0    | Napoli         | Giuseppe Meazza | 16 de abril de 2016    | 33ª    |      |
| 8  | 59 213  | Internazionale | 1–0    | Roma           | Giuseppe Meazza | 31 de outubro de 2015  | 11ª    |      |
| 9  | 56 901  | Roma           | 5–1    | Carpi          | Olímpico        | 26 de setembro de 2015 | 6ª     |      |
| 10 | 56 040  | Roma           | 2–1    | Juventus       | Olímpico        | 30 de agosto de 2015   | 2ª     |      |